# Pediculide
Pediculidele (Pediculidae) este o familie de insecte aptere (lipsite de aripi) din subordinul anoplure, ectoparazite pe om și maimuțe, cu corpul turtit dorsoventral și aparatul bucal conformate pentru înțepat și supt. Dezvoltarea lor se face fără metamorfoză. La eclozare, nimfa este foarte asemănătoare cu adultul; cele trei stadii nimfale se hrănesc ca și adulții cu sânge. Familia cuprinde un gen, Pediculus,  cu 3 specii: Pediculus schaeffi, parazit pe cimpanzei, Pediculus mjobergi, parazit pe maimuțele din Lumea Nouă și Pediculus humanus, parazit al omului, care include 2 supspecii - păduchele de corp (Pediculus humanus humanus) și păduchele de cap (Pediculus humanus capitis). Importanța epidemiologică a păduchilor de corp este legată de faptul că ei pot fi vectori biologici care transmit omului tifosul exantematic produs de Rickettsia prowazeki, febra recurentă produsă de Borrelia recurrentis și febra de tranșee produsă de Rochalimaea quintana.